# 1099
Évszázadok: 10. század – 11. század – 12. század
Évtizedek: 1040-es évek – 1050-es évek – 1060-as évek – 1070-es évek – 1080-as évek – 1090-es évek – 1100-as évek – 1110-es évek – 1120-as évek – 1130-as évek – 1140-es évek
Évek: 1094 – 1095 – 1096 – 1097 –  1098 – 1099 – 1100 – 1101 – 1102 – 1103 – 1104

## Események
- január 6. – V. Henrik felszentelése német királlyá.
- Könyves Kálmán magyar király serege betör Galíciába, de Przemyślnél vereséget szenved.[1]
- Jeruzsálem ostroma az első keresztes hadjáratban.
  - június 7. – A keresztes sereg tábort ver Jeruzsálem mellett és elkezdik az ostromot.[2]
  - július 13. – Megindul a döntő támadás a város erődítményei ellen.[3]
  - július 15. – A keresztesek egy hónapnyi ádáz ostrom után elfoglalják és kifosztják Jeruzsálemet, a muszlim és zsidó lakosságot lemészárolják.[4]
  - július 22. – A Jeruzsálemi Királyság megalapítása.
- augusztus 12. – Az aszkalóni csata során a keresztes sereg meglepetésszerű támadással megfutamítja al-Afdal vezír Jeruzsálem visszafoglalására indított seregét.[5]
- augusztus 14. – II. Paszkál pápa megválasztása.[6]

## Halálozások
- július 29. – II. Orbán pápa[7]
- július 10. – El Cid, spanyol hadvezér